# Rittergut von Behr

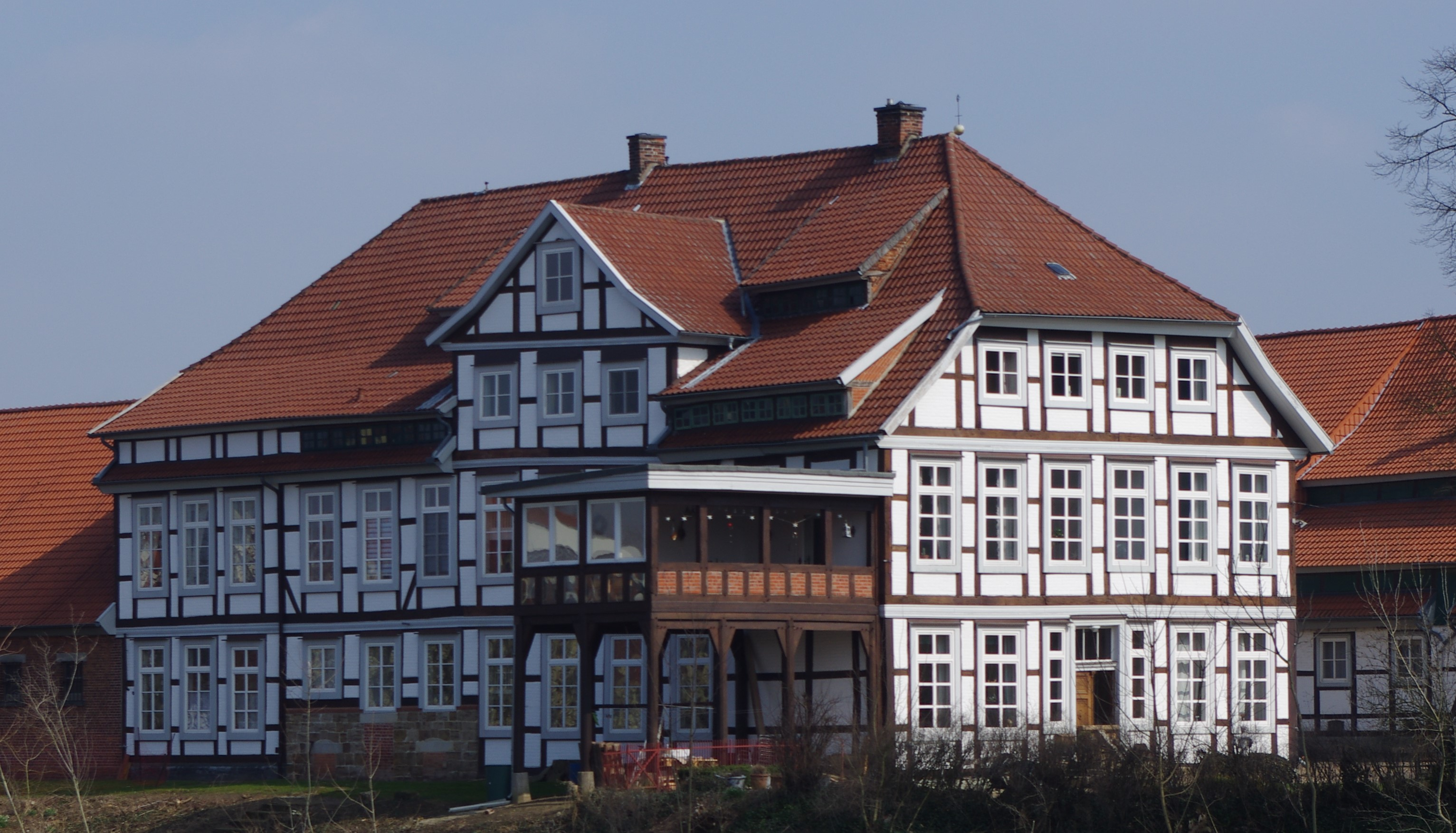
Herrenhaus

Das Rittergut von Behr des Rittergeschlechts Behr bzw. der Burgmannshof in Hoya, Schlossplatz 1 an der Weser, ist hier seit dem 14. Jahrhundert ansässig; die Gutsanlage wurde zerstört und 1758 wiedererrichtet.
Das ortsteilprägende Gebäude befindet sich in Privatbesitz.
Die Anlage steht als Gruppe unter Denkmalschutz (siehe auch Liste der Baudenkmale in Hoya).

## Geschichte
Das niedersächsische Rittergeschlecht von Behr wurde 1189 urkundlich erwähnt. Ab 1202 waren sie Marschälle (Hofbeamter) und ab 1404 Kämmerer am Hochstift Verden. Seit 1325 sind sie auf dem Rittergut in Hoya, unmittelbar neben dem Rathaus Hoya am Ostufer der Weser ansässig. Im Dreißigjährigen Krieg wurde der Hof 1625 durch die Dänen zerstört und 1650 notdürftig aufgebaut. 1721 entstand ein Herrenhaus. Dieses wurde mit allen Wirtschaftsgebäuden am Anfang des Siebenjährigen Krieges im Februar 1758 auf Befehl des französischen Generals Louis Marie Bretagne de Rohan-Chabot niedergebrannt. Nach dem Krieg fand der Wiederaufbau statt.

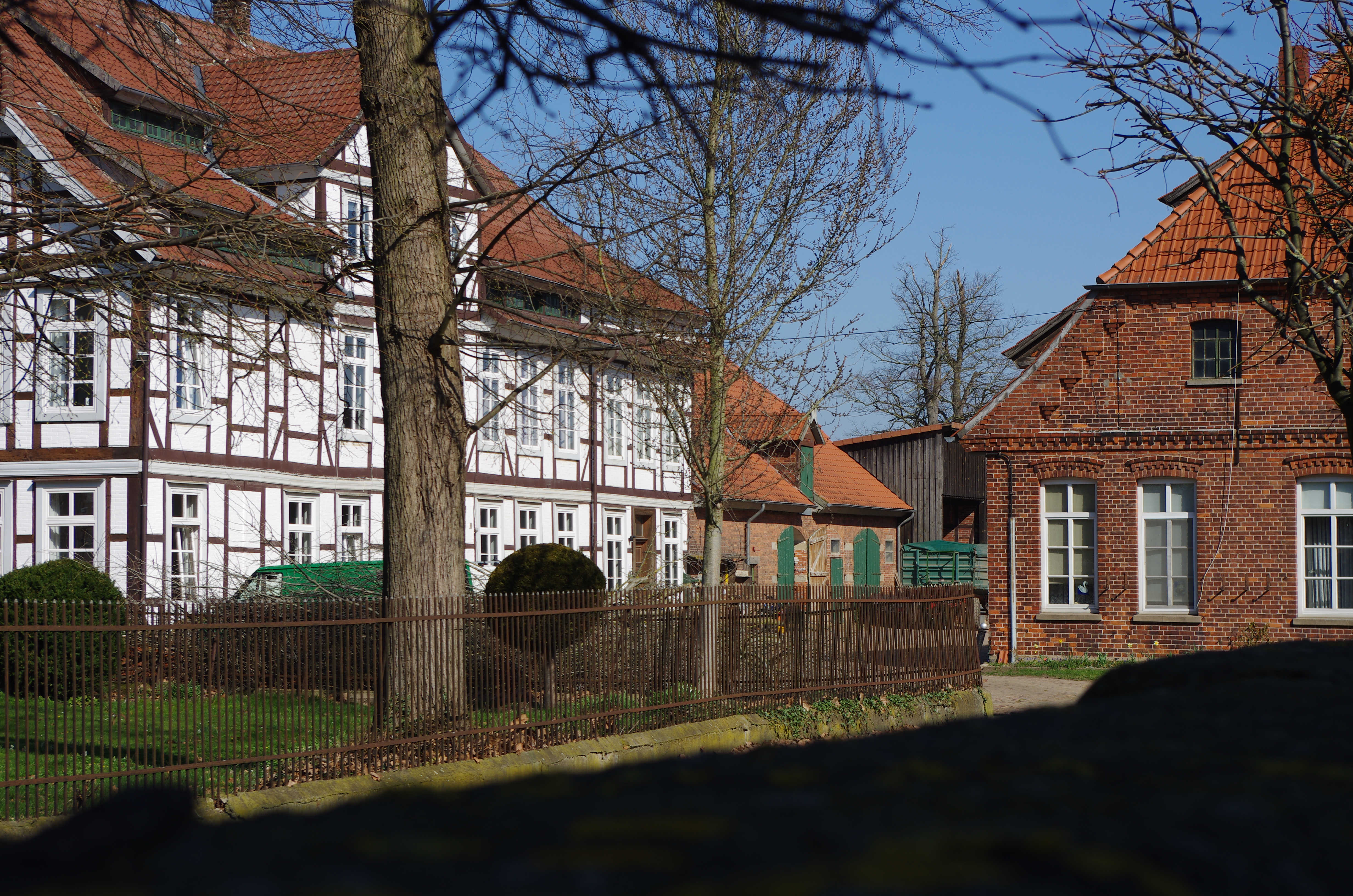
Herrenhaus und Stall I

## Beschreibung
Der Burgmannshof besteht aus:
- dem zweigeschossigen zwölfachsigen klassizistischen traufständigen Herrenhaus von 1765 in Fachwerk mit Putzausfachungen, mit einem Krüppelwalm mit Schleppgauben und dem dreigeschossigen Giebelrisalit
- dem angebauten Rittersaal von 1829/30 mit den kunsthistorisch bedeutsamen, dreißig Bahnen umfassenden Panorama-Bildtapeten von 1829, die u. a. Alexander von Humboldts Ankunft in Brasilien (Les Vues des Brésel) darstellen und die bei der Tapetenmanufaktur Jean Zuber et Cie im Elsass mit Holzstöcken nach Motiven des Malers Moritz Rugendas gedruckt wurden; gezeigt werden Landschaften, Bauten, die Arbeitswelt der Sklaven, ein Stierkampf sowie Begegnungen zwischen Indianern und Weißen
- dem eingeschossigen Stall I
- dem Park
- den vier Torpfosten von 1733 als quadratische Säulen mit Basis und Kapitell sowie mit dekorativen Vasenelementen und den Inschriften Anno, W.F. Behr, S.W.V. Sporke, 1733
- den erhaltenen Mauerresten aus Backsteinen
- dem eingeschossigen verklinkerten Melkhaus mit Krüppelwalmdach
- dem eingeschossigen verputzten Stall II

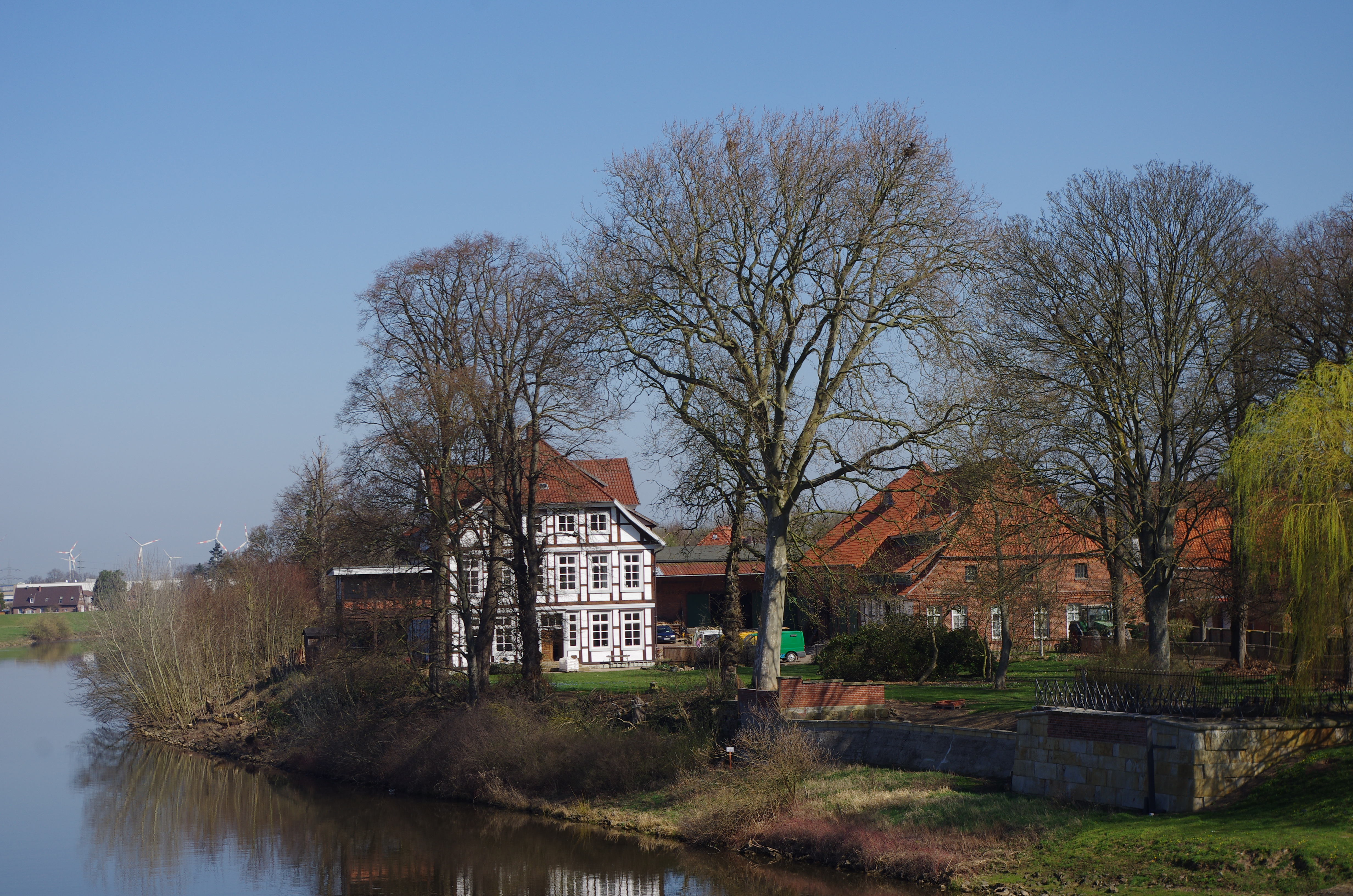
Park, Herrenhaus, Stall I
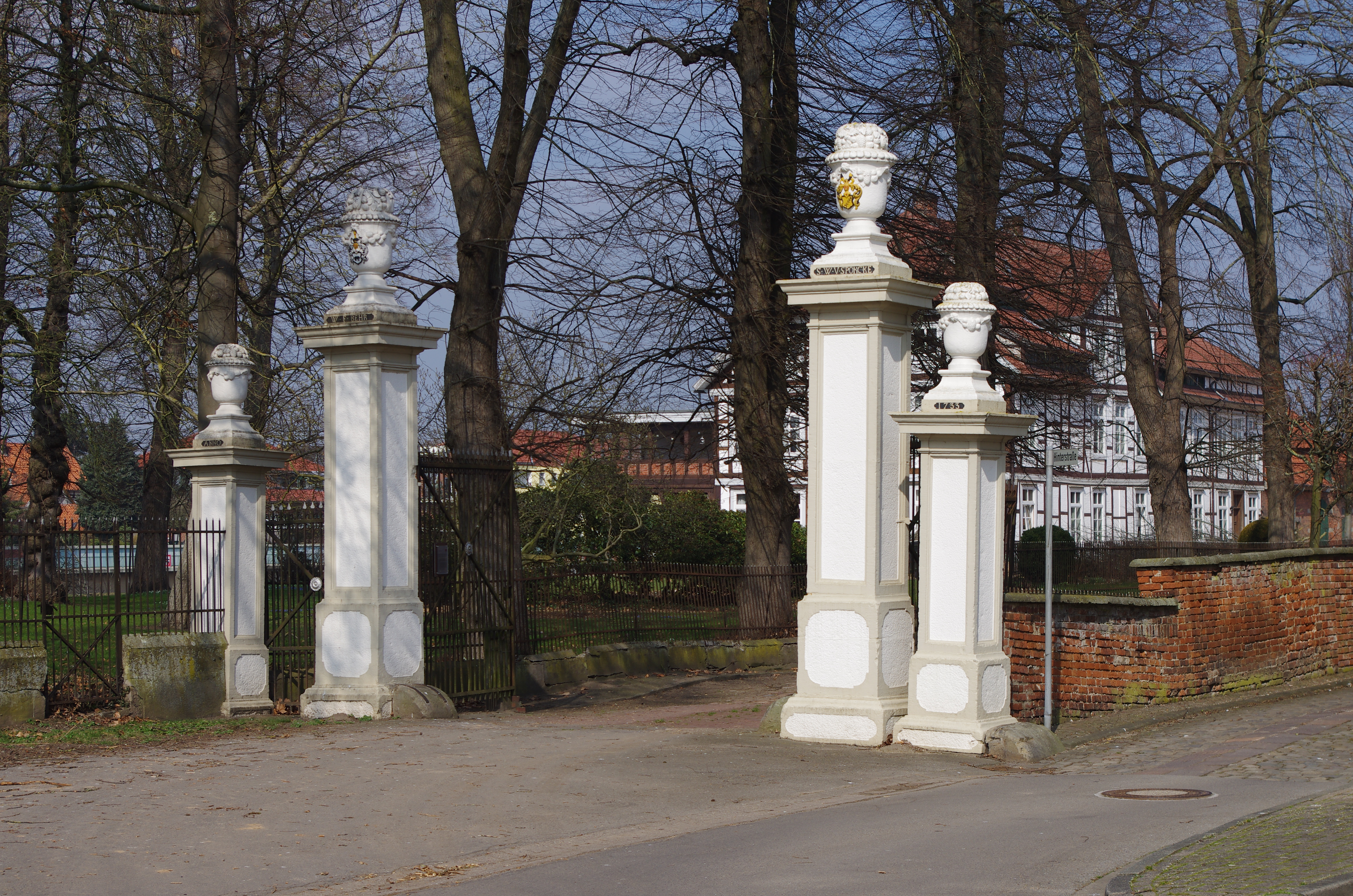
Tor
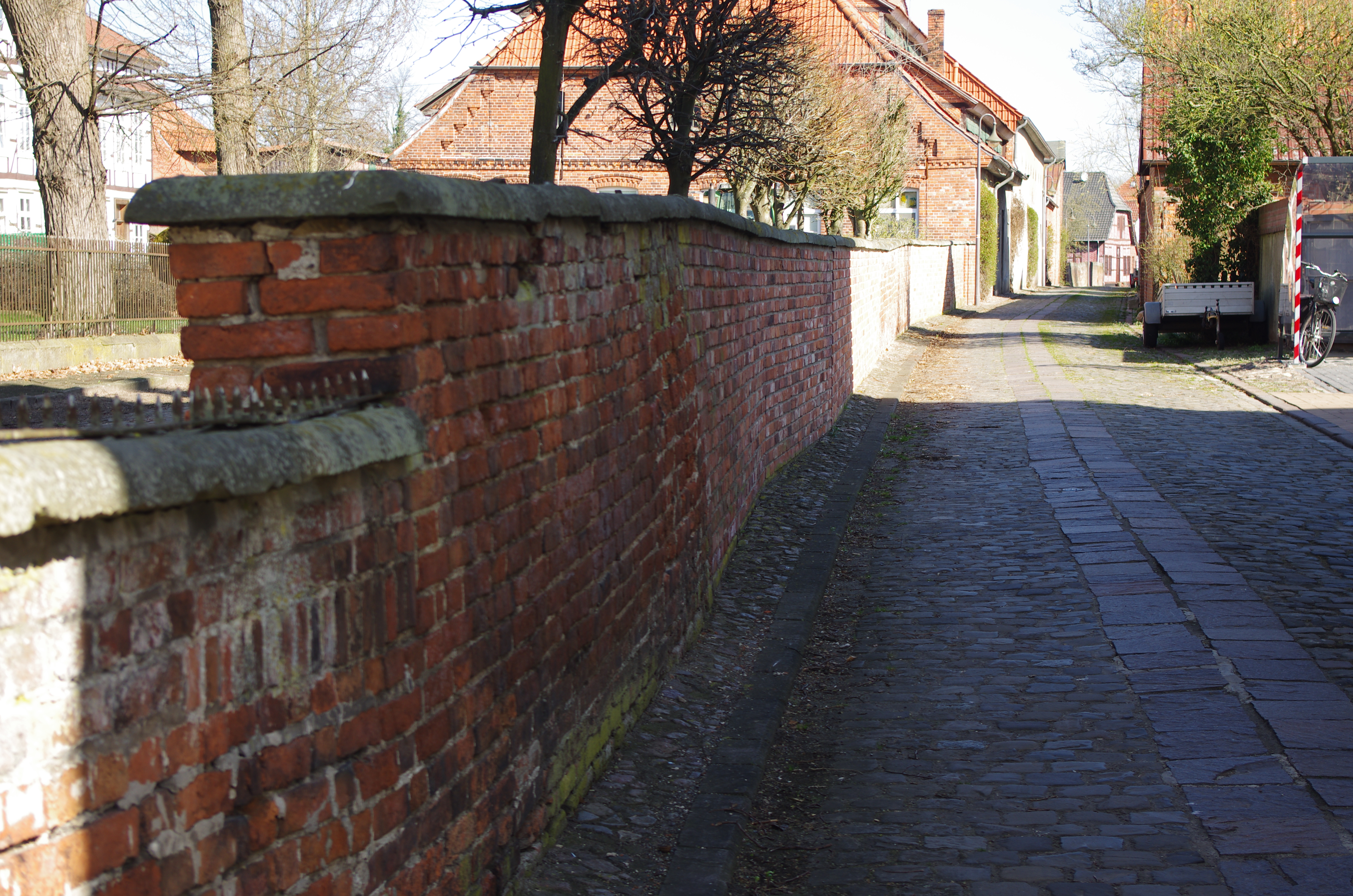
Mauer
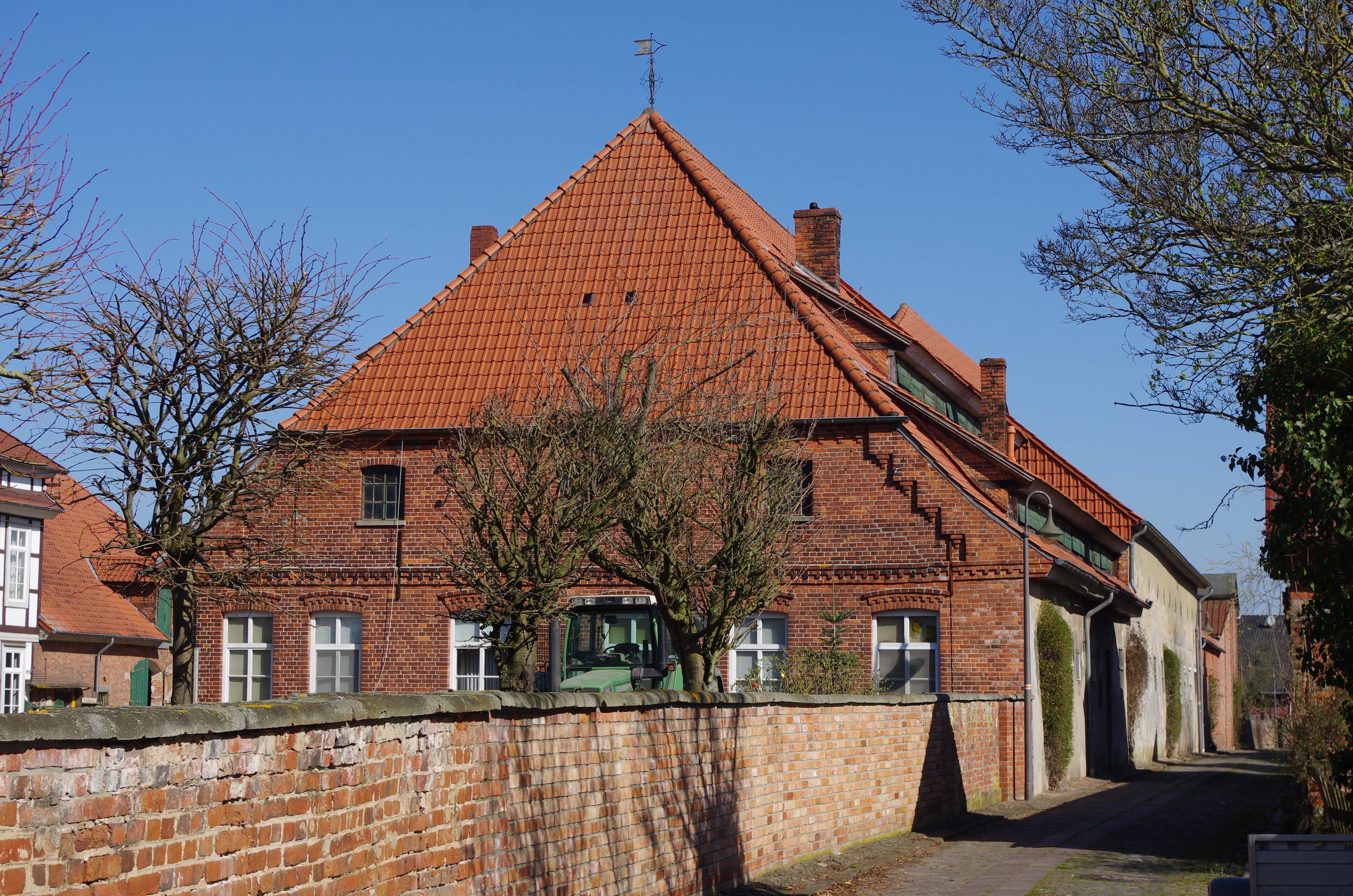
Melkhaus